# E.E. Smith
E.E. Smith, właśc. Edward Elmer Smith, również Doc Smith, „Skylark” Smith (ur. 2 maja 1890 w Sheboygan, zm. 31 sierpnia 1965 w Seaside) – amerykański pisarz science fiction uważany za ojca space opery.
Smith był z zawodu chemikiem i miał doktorat z chemii spożywczej, stąd jego przydomek literacki Doc. Pierwszą powieść z cyklu Skylark napisał już w roku 1920, ale wówczas nie było jeszcze zainteresowania tego typu literaturą i powieść ukazała się dopiero w roku 1928. W latach 30. i 40. liczne utwory „Doca” Smitha były wydawane w czasopismach pulpowych. Po II wojnie światowej powieści należące do cykli zostały poprawione, dopasowane do siebie w ramach cykli i opublikowane w wydaniach książkowych.

## Nagrody i wyróżnienia
Gość Honorowy Worldconu 1940.
W 2004 r. jego nazwisko umieszczono w Science Fiction Hall of Fame.

## Publikacje

### SeriaLensman
- Trójplanetarni (Triplanetary) − polski przekład według wydania książkowego z 1948 r. Tłumaczenie: Ireneusz Dybczyński. Wersja z 1934 r. (Amazing Stories) została poprawiona i rozszerzona przez autora w 1948 r. w celu dopasowania jej do cyklu (Fantasy Press), którego tło zostało stworzone później.
- First Lensman (Fantasy Press, 1950)
- Galactic Patrol (Astounding Stories, 1937–1938, Fantasy Press, 1950)
- Gray Lensman (Astounding Stories, 1939–1940, Fantasy Press, 1951)
- Second Stage Lensmen (Astounding Stories, 1941–1942, Fantasy Press, 1953)
- The Vortex Blaster albo Masters of the Vortex (Gnome Press, 1960)
- Children of the Lens (Astounding Stories, 1947–1948, Fantasy Press, 1954)

### SeriaSkylark
- The Skylark of Space (napisana w 1915–1920 wspólnie z Lee Hawkins Garby, Amazing Stories, 1928, Buffalo Book Co., 1946. Pyramid Books 1958, wersja poprawiona i rozszerzona, wydana bez nazwiska współautora)
- Skylark Three (Amazing Stories, 1930, Fantasy Press, 1948)
- Skylark of Valeron (Astounding Stories, 1934–1935, Fantasy Press, 1949)
- Skylark DuQuesne (Worlds of If, 1965, Pyramid Books, 1966)

### Seria Subspace
- Subspace Explorers (Canaveral Press, 1965, Ace, 1968; pierwsze 30 stron zamieszczone w Astounding, 1960)
- Subspace Encounter (1983)

### Pozostałe książki
- Spacehounds of IPC (Amazing Stories, 1931, Fantasy Press, 1947, Ace, 1966)
- The Galaxy Primes (Amazing Stories, 1959, Ace, 1965.)
- Masters of Space (1976) (wspólnie z E. Everettem Evansem)
- Have Trenchcoat – Will Travel, and Others (Advent, 2001)

Smithowi przypisuje się też dwie serie napisane przez innych autorów, zapoczątkowane jego utworami.

### SeriaFamily d’Alembert
Napisana przez Stephena Goldina na podstawie opowiadania Smitha.
- Imperial Stars (1976)
- Stranglers' Moon (1976)
- The Clockwork Traitor (1976)
- Getaway World (1977)
- Appointment at Bloodstar (albo The Bloodstar, Conspiracy, 1978)
- The Purity Plot (1978)
- Planet of Treachery (1981)
- Eclipsing Binaries (1983)
- The Omicron Invasion (1984)
- Revolt of the Galaxy (1985)

### Seria Lord Tedric
Napisana przez Gordona Eklunda na podstawie opowiadania Smitha.
- Lord Tedric (1978)
- The Space Pirates (1979)
- Black Knight of the Iron Sphere (1979)
- Alien Realms (1980)